# Martti Vainio
Pour les articles homonymes, voir Vainio.
Martti Olavi Vainio (né le 30 décembre 1950 à Vehkalahti) est un athlète finlandais, spécialiste des courses de fond.
Il a été champion d'Europe sur 10 000 m en 1978 (et médaillé de bronze en 1982). Il a été médaillé de bronze lors des Championnats du monde à Helsinki en 1983 (sur 5 000 m) après avoir terminé 4e du 10 000 m.
Ses meilleurs temps sont :
- 5 000 m : 13 min 20 s 07 à Zurich le 24 août 1983
- 10 000 m : 27 min 30 s 99 (RN) à Prague le 29 août 1978 lors des Championnats d'Europe.

Il a été déchu de sa médaille lors des Jeux olympiques d'été de 1984 après la découverte de son dopage. L'échantillon d'urine de Vainio a révélé des traces de Primabolin, un stéroïde anabolisant. Ce n'est qu'avec la publication de son livre Martti Vainio, A Run of Agony que certains détails ont été précisés. Dans ce livre, Vainio a admis avoir utilisé des stéroïdes pour « éviter le stress excessif » aux Jeux. Il n'a pas nommé la personne qui l'a aidé à administrer les injections.

## Dans la culture
En 1985, Ilkka Remes et Peter Lindholm produisent un drame sportif Deadly Seconds inspiré du parcours de Martti Vainio. 

## Liens
- Ressources relatives au sport :   - CIO
  - Munzinger
  - Olympedia
  - Tilastopaja
  - World Athletics